# Bioqueroseno
Bioqueroseno es la denominación genérica para un combustible obtenido a partir de fuentes renovables que pueda ser utilizado en los motores de aviación bien como único componente o, lo que será más habitual, en mezclas con el queroseno convencional.
Se conoce como queroseno a una compleja mezcla de hidrocarburos de longitud de cadena comprendida entre C8 y C15, punto de ebullición comprendido entre 190 a 275 °C y densidad típica en el entorno de 770 - 830 kg/m3. Es utilizado en aviación o como combustible de calefacción y, en menor medida, doméstico. Se obtiene en su práctica totalidad a partir del petróleo. Curiosamente, la primera, y en aquel momento única, aplicación del petróleo, a mediados del siglo XIX, fue utilar la fracción queroseno en calefacción e iluminación.
La hidrogenación controlada de aceites y grasas vegetales o animales produce hidrocarburos, predominantemente lineales, y longitud de cadena C15 - C18. Esta corriente, llamada hidrobiodiésel, es un excelente gasóleo de automoción pero resulta excesivamente pesada para utilizarse en aviación debido al riesgo de formación de parafinas sólidas a la baja temperatura imperante a la elevada altitud típica de los actuales vuelos. 

## Historia
El 13 de enero de 2009 se publicó la DIRECTIVA 2008/101/CE DEL PARLAMENTO EUROPEO Y DEL CONSEJO de 19 de noviembre de 2008 por la que se modifica la Directiva 2003/87/CE con el fin de incluir las actividades de aviación en el régimen comunitario de comercio de derechos de emisión de gases de efecto invernadero.
Simplificando su contenido -ciertamente complejo- la normativa intenta mitigar el creciente impacto de la aviación sobre el cambio climático (en conjunto se ha convertido en el segundo sector en importancia, tras la generación de energía) imponiendo topes a las emisiones de CO2.
La medida, que será efectiva a partir de 2012, afectará a todos los vuelos intra- o extra-comunitarios que despeguen o aterricen en aeropuertos de la U.E.
Ante lo que puede significar incremento en los costes de explotación, las compañías aéreas han considerado las ventajas derivadas de sustituir, total o parcialmente, el actual queroseno fósil por bioqueroseno. Con esta medida evitarían la penalización por emitir más allá de los asignación gratuita reconocida, e, incluso, podrían convertirse en vendedores en el mercado de derechos.
Por esta razón, se ha acelerado el desarrollo de métodos comerciales de producción, que abarcan desde la investigación de nuevas materias primas y métodos de cultivo, hasta los procesos industriales optimizados.

## Producción de bioqueroseno
Las diferentes vías de investigación abiertas comprenden todo el ciclo de vida del biocombustible. Las más relevantes son las que afectan al principio y fin del ciclo: materia prima y producto final acabado

### Materia prima
El objetivo final es obtener biocarburantes a partir de productos que no compitan con la tierra fértil necesaria para la producción de alimentos. Los candidatos ideales son materiales lignocelulósocos, o lípidos procedentes de distintas especies de algas. Al momento actual, estas variantes se encuentra en un estado poco más que embrionario. A corto plazo, la alternativa contemplada de manera universal es utilizar aceites vegetales.
En una primera aproximación, los componentes de todos los aceites y grasas, animales o vegetales se pueden agrupar en dos grandes clases:
- Insaponificable: En cantidad inferior al 2% del total. Responsable de las características organolépticas típicas de cada origen. Se descomponen durante el proceso de fabricación.
- Triglicéridos: Comprenden más del 98 % de la masa. Salvo contadas excepciones son muy parecidos en todas las grasas.:[5] Cadenas lineales de 16 o 18 átomos de carbono con diferente grado de instauración. La hidrogenación los transforma en una mezcla de hidrocarburos, preferentemente lineales, saturados y longitud C15 a C18, con escasas diferencias entre distintos aceites.

Siendo apenas relevante la materia prima sobre las características del producto, los criterios de selección de las más apropiadas serán: disponibilidad, economía y sostenibilidad
Junto a las fuentes tradicionales, palma, soja, colza..., se están analizando otros vegetales no aptos para el consumo humano y ofrecen aceptables rendimientos en suelos áridos o degradados. Entre ellos, hasta el momento los que ofrecen mayor interés son:
- jatrofa (Jatropha curcas)

La semilla rinde alrededor de 35 % en aceite. Contiene una sustancia tóxica por lo que no tiene uso alimentario, humano o animal. La torta obtenida después de extraer el aceite sólo puede ser utilizada como combustible. Sin embargo, sus exigencias reducidas en cuanto a fertilización, calidad del suelo y agua diferencian este cultivo de los convencionales.
- Camelina (Camelina sativa).

Produce más del 40 % de aceite con alto índice de iodo, no comestibles. presenta la ventaja adicional de poder utilizarse el residuo como alimentación animal.
- Salicornia (Salicornia bigelovii)

Las semillas contienen alrededor de 30 % de aceite, dejando un residuo de alto valor proteínico, apto para piensos. Se encuentra en terrenos con alto nivel de salinidad que los imposibilitan para otros cultivos

### Método de fabricación
El proceso consta de dos fases principales:

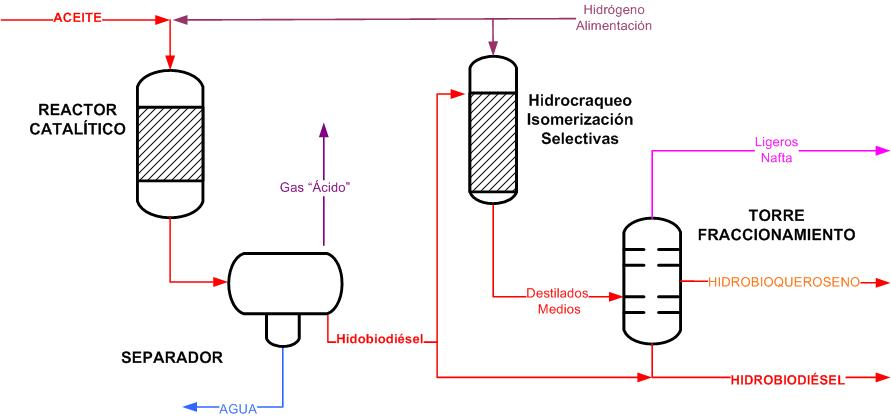
Esquema de fabricación de bioqueroseno a partir de aceites o grasas.

- Obtención de hidrobiodiésel por hidrogenación de aceites o grasas de origen vegetal o animal.

En esta fase se produce una mezcla de alcanos, predominántemente lineales, con longitud de las cadenas C15 a C18, que resultan excesivamente pesadas para utilizarlas como combustible de aviación.
- Isomerización y rotura de las cadenas más largas

Con el objetivo de evitar la precipitación a baja temperatura de sólidos, reduce la longitud media de las cadenas al rango óptimo C10 - C15 y favorece la formación de cadenas ramificadas que presentan un punto de solidificación menor que sus isómeros lineales.